# 陳雷 (1917年生)

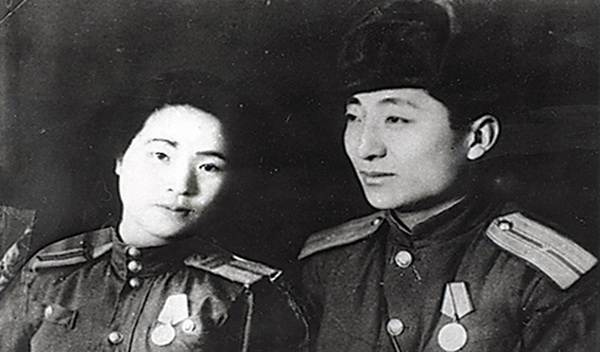
陳雷と李敏（1945年）

陳雷（ちん らい、チェン・レイ、1917年10月25日 - 2006年12月5日）は、中華人民共和国の政治家。漢族。黒竜江省の省長などを歴任した。妻は黒竜江省政協副主席を務めた李敏（朝鮮族）。出生名は姜士元、別名陳雨田、筆名は老泉山人。

## 経歴
1917年10月25日、黒竜江省樺川県の東火竜溝村に生まれる。1925年10月、樺川県第12小学校入学。1930年夏、樺川県中学入学。1931年、満州事変が勃発すると、教師の唐瑶圃、張耕野らに率いられて樺川県中学の生徒は街頭で抗議のデモ行進を行った。これにより抗日運動に身を投じた陳雷は、1936年2月、中共下江特別委員会委員の高禹民の紹介を受けて中国共産党に入党した。同年9月に建設されたジャムス市委員会では宣伝工作を担い、1937年9月よりジャムス市委書記となった。しかし、1938年3月にジャムス市委は壊滅し、陳雷は逃亡を余儀なくされた。
1938年4月、中共北満省委員会との連絡に成功し、東北抗日連軍第6軍政治部組織科長に任命された。1938年7月には第6軍第2師の政治工作責任者として西征に参加。その後、第3軍第3師長の張光迪とともに北征部隊を率い、海倫県の八道林子を出発。嫩江県の松門山で日本軍・満州国軍の攻撃により20名が戦死し、張光迪は負傷したが、北上を継続した。1939年2月上旬、部隊はソ連国境付近で日満軍に追い詰められ、やむなく入ソした。同年6月27日、陳雷らは趙尚志の指揮下に入り満州へ帰還した。同年冬、趙尚志に従って再度入ソ。1940年6月から8月にかけて、劉鳳陽を隊長、陳雷を政治委員とする小部隊は数度に渡って満州に潜入し、偵察を行った。1940年9月、第3路軍長張寿籛（李兆麟）、同政治委員馮仲雲の指示によりハバロフスク近郊に北野営を建設。1941年3月、満州へ戻り遊撃戦を展開。同年5月、第3路軍総指揮部宣伝科長として第3支隊の政治工作を担当し、数度に渡り満州で遊撃戦を行ったが、戦闘中に重傷を負った。1942年2月26日、入ソし北野営で治療に当たる。同年5月以降、ソ連軍第88独立狙撃旅団第3大隊第6中隊副中隊長、第1大隊党支部宣伝委員、政治教員を歴任。
1945年9月9日、中共東北委員会により綏化地区の責任者に任命され、ソ連から北安県へ移動。同年12月、綏化に到着し、ソ連軍綏化衛戍区副司令官となる。それ以降、綏化中心県委員会書記、竜南縦隊政治委員、黒竜江警衛第1旅政治委員、竜南専署専員、西満第3地区委員会副書記兼第3軍分区副政治委員、黒竜江省委員会秘書長を歴任。1952年8月から1954年8月までの間は黒竜江省委員会常務委員、省政府副主席、主席。1954年8月から1966年8月までの間は黒竜江省委常務委員、省委基建部長、省委工業部長、副省長兼経済委員会主任、計画委員会主任、省委書記処候補書記、書記を務めたものの、文化大革命期には迫害を受けた。1977年6月、黒竜江省建委主任、党委書記。1977年12月、省革命委員会副主任、省委書記。1979年12月、省委書記、省長。1982年8月、省委副書記、省長。1985年5月、黒竜江省顧問委員会主任。1988年、引退。2006年12月5日、ハルビン市にて死去。
第8回中共党大会代表。第12期中共中央委員会委員。第13期中共中央顧問委員会委員。第1、5、6期全国人民代表大会代表。